# Prix des Trois Couronnes
Le Prix des Trois Couronnes est un prix littéraire créé au Pays basque français en 1958 par les préfets et hommes de lettres Pierre Daguerre (1891-1971) et Gabriel Delaunay (1907-1998). Il fut décerné pour sa première édition à Hasparren, « en hommage à la mémoire de Francis Jammes ».

## Histoire
Daguerre et Delaunay furent très rapidement rejoints par le poète haspendar Pierre Espil (qui assuma les fonctions de secrétaire, puis de président du jury entre 1971 et 2000, date de sa disparition) et par Louis Ducla (membre de l'Académie Pyrénéenne).
Le Prix des Trois Couronnes a pour vocation de distinguer des ouvrages ayant un lien significatif avec le Pays basque et plus largement avec les Pyrénées ou l'Aquitaine, ainsi que des auteurs originaires du Pays basque.
En 1958, le premier comité était constitué comme suit : Présidents d'honneur : Léon Bérard de l'Académie française (Pays basque) et Pierre Benoit de l'Académie française (Landes) ; Président : Joseph Peyré ; Vice-Président : Pierre Daguerre ; Secrétaire : Pierre Espil ; Trésorier : Jacques Palmé. Le jury était composé de Pierre d'Arcangues, François-Régis Bastide, Georges Brunet, Jean Caubère, Gabriel Delaunay, Louis Ducla, Paul Faure, Madame François Faure, Madame Francis Jammes, Jacques Lemoîne (qui avait fondé le quotidien Sud Ouest en 1944), Madame Claude Socorri, Willy de Spens d'Estignols, Philippe Veyrin.
Cette première édition fut dotée d'une récompense de 50 000 francs.
Par la suite le jury du Prix des Trois Couronnes compta d'autres prestigieux membres tels Maurice et Jean Rostand ou le Professeur Jean Delay (maire de Bayonne et père de l'académicienne Florence Delay). Pierre Benoit présida la remise du prix en août 1961 à Hendaye à Michel Lauret.
Tombé dans l'oubli après les décès de Gabriel Delaunay et de Pierre Espil, le Prix des Trois Couronnes a ressuscité en 2009 à l'initiative de l'homme de radio et écrivain Alexandre de La Cerda, membre de l'Académie des Jeux Floraux, lauréat de l'Académie Française, Prix d'honneur de la culture basque Ville de Bayonne, Prix Biltzar des écrivains basques, etc. à qui son ami Pierre Espil avait demandé de continuer le prix après sa disparition. 
À l'origine remis dans une ville du Pays Basque à la fin du mois d'août (Hasparren, Hendaye, Guéthary, Ciboure, Anglet...), il est désormais attribué avant les fêtes de fin d'année, tantôt à Biarritz (dans le cadre du Salon du Livre lorsque celui-ci existait encore), tantôt à Bayonne. Au fil des ans plusieurs catégories ont été créées (roman, poésie, essai, biographie, etc.).

## Liste des lauréats
- 1958 : prix remis à Hasparren, sous le signe de Francis Jammes ;
- 1960 : Bernard Gaudeul pour Il avait l'accent de chez nous;
- 1961 : Michel Lauret ; prix remis à Hendaye, hommage à Pierre Loti ;
- 1966 : François Sauton pour L'enchantement de Biarritz ;
- 1967 : deux lauréats : France de Saint-Quentin pour La Fuite amère (éditions Des Remparts) et John Opalak pour La maison dans la vallée (et autres nouvelles) (éditions Privat) ; prix remis à Saint-Sever (Landes) ;
- 1968 : Max Voulgre pour Les maisons mortes (éditions Louis Laharrague) ;
- 1969 : trois lauréats : Claude Morvan, Jeanne Moret et Georges Cazenave ; hommage au grand romancier portugais José Maria Eça de Queirós;
- 1970 : Pierre Gabriel pour La vie sauve (éditions Rougerie) ; cette année le prix fut remis à Guéthary, et placé sous le signe de Victor Hugo et Paul-Jean Toulet;
- 1971 : Christiane Burucoa ; prix remis à Anglet ;
- 1972 : Jean Lestrade ; prix remis à Ciboure, hommage à Joseph Peyré ;
- 1973 : Christine de Rivoyre pour Boy (Grasset) ; prix remis à Hendaye, hommage à Pierre Loti ;
- 1974 : Françoise Lefèvre pour La première habitude (Pauvert) ; prix remis à l'hôtel du Palais à Biarritz ;
- 1980 : Yves La Prairie pour Comme la vague offerte (Gallimard) ;
- 1992 : Florence Mothe pour Le roi nu (Robert Laffont) ;
- 1995 : Bernardo Atxaga ;
- 1998 : Alexandre de la Cerda ;
- Entre 1999 et 2009, après les décès de Gabriel Delaunay et de Pierre Espil, le Prix des Trois Couronnes n'a pas été attribué, faute de jury.
- 2009 : prix remis à Biarritz, dans le cadre du Salon du Livre :
  - Frédéric Beigbeder pour Un roman français (Grasset),
  - Jacques de Cauna pour Cadets de Gascogne. La Maison de Marsan de Cauna, 4 tomes (éditions Princi Negue) / catégorie Histoire,
  - Hubert Monteilhet pour Choc en retour (éditions Fallois) / catégorie Prix du roman policier,
  - Monique Beaufils.
- 2010 :
  - Sylvie Santini pour Le roman de Biarritz et du Pays basque (Le Rocher),
  - Jean-François Bège, pour l'ensemble de son œuvre,
  - Christophe Goarant pour Dans l'ombre de Dom Juan (Séguier) / Prix de poésie en mémoire de Pierre Espil.
- 2011 :
  - Françoise Bourdin pour Le testament d'Arianne (Belfond),
  - Jean-Pierre Alaux pour Avis de tempête sur Cordouan (éditions 10/18) / catégorie Prix du roman policier.
- 2012 : prix remis à Bayonne :
  - Clélia Ventura pour Lino Ventura, carnet de voyages (éditions Barnea),
  - Périco Légasse pour Le dictionnaire impertinent de la gastronomie (Françoise Bourin),
  - Michel de Jaureguiberry pour Sculpteurs basques (éditions Pimientos),
  - Txomin Laxalt pour l'ensemble de son œuvre et pour Les Bouddhas et les papillons (éditions Iruerrege).
- 2013 : prix remis à Bayonne :
  - Isaure de Saint Pierre pour Aliénor l'insoumise (Albin-Michel) / Prix Casino-Barrière de Biarritz,
  - Remi Rousselot pour Francis de Miomandre un Goncourt oublié (La Différence) / Prix Longitudes Hôtels - Grand Hôtel,
  - Guillaume d'Alençon pour Saint Anthelme (éditions Artège) / catégorie Prix de l'essai historique,
  - Jacques Garay pour Coup tordu à Sokoburu (Cairn) et Jean Le Gall pour New York sous l'occupation (éditions Daphnis et Chloé) / catégorie Prix du roman policier,
  - Isabelle Bilbao pour Jean Ybarnegaray, entre "petite patrie et grande patrie" (Elkar).

- 2014 : prix remis à Bayonne :
  - Yves Chiron pour Louis-Edouard Cestac (éditions Artège),
  - Marie-France Lecat pour Villa Eugénie ou les promenades de l'impératrice (Cairn),
  - Roland Machenaud pour Pays basque, terre de golf - Landes, Béarn (Atlantica),
  - Olivier Bonnefon pour Arnaud de Rosnay, Gentleman de l'extrême (Atlantica).
- 2016 : prix remis au château d'Arcangues :
  - Josette Pontet, professeur honoraire (émérite) d’Histoire moderne de l’Université Bordeaux 3, auteur de nombreux ouvrages dont une Histoire de Bayonne (Privat) et présidente de la Société des Sciences Lettres et Arts, « fondée en 1873, la plus vieille association de Bayonne »,
  - Eric Gildard, pour ses ouvrages sur le sud des Landes, dont Du fond du Gouf de Capbreton au fond du lac d'Hossegor, co-écrit en 2012 avec Jean-Claude Drouin (Lac et lande),
  - Monique Rousseau, auteur de nombreux ouvrages sur Biarritz, parmi lesquels Aux quatre coins de Biarritz (Atlantica), Biarritz promenades (Atlantica), etc.
- 2022 : prix remis au château d'Arcangues, en présence de l'archiduc Imre Emmanuel de Habsbourg-Lorraine et du député Vincent Bru :
  - Jacques Le Gall, pour "Georges Saint-Clair, fééries intérieures" (Pupa, Presses Universitaires de Pau Aquitaine) ; prix Pierre-Espil
  - Arnaud Campagne, pour son poème "Vers Urdazubi" ; encouragements du jury
  - Olivier Ribeton, ancien directeur du Musée basque et de l'histoire de Bayonne, pour l'ensemble de son oeuvre artistique
  - Marie-Agnès Domin, pour ses ouvrages sur les Romanov (éditions Atlantica) ; prix de l'essai historique
  - Général Pierre Gillet, pour "Qui est comme Dieu ? essai sur les vertus chrétiennes au service du commandement" (éditions Sainte-Madeleine) ; prix de l'essai dans la catégorie Société
  - Philippe Calderon, pour ses documentaires ; prix audiovisuel (prix délivré pour la première fois)
- 2023 : prix remis dans le grand salon de la Villa Arnaga musée Edmond Rostand à Cambo-les-Bains, en présence du sénateur Max Brisson, du maire de Cambo Christian Devèze et de son adjoint à la culture Robert Poulou :
  - Ur Apalategui, pour l'ensemble de son œuvre écrite essentiellement en basque
  - Florian Escouteloup pour son ouvrage en gascon-béarnais "Lou gran pî au bounét"
  - Étienne Rousseau-Plotto pour son roman historique "Doux Pays, le roman de Léon Bonnat" et ses ouvrages "Stravinsky à Biarritz" et "Ravel, portraits basques" (éditions Atlantica)
  - Guy Saigne, pour l'ouvrage d'art "Léon Bonnat, au-delà des portraits" (éditions Mare & Martin)
  - Bastien Brestat, poète
  - Xavier Mauméjean pour son roman El Gordo, Alma Editeur.